# Epicauta humeralis
Epicauta humeralis är en skalbaggsart som först beskrevs av Dugès 1889.  Epicauta humeralis ingår i släktet Epicauta och familjen oljebaggar. Inga underarter finns listade i Catalogue of Life.